# 핫에어
핫에어는 러시아와 동유럽 국가들의 남아도는 온실가스 배출권을 일컫는 말이다.
국제사회는 1992년 유엔환경개발회의(UNCED)에서 지구온난화에 따른 기후변화에 대처하기 위해 기후변화협약(UNFCCC)을 채택했고, 구체적인 이행방안을 담은 교토의정서를 2005년 발효시켰다. 교토의정서는 기후변화를 초래한 책임이 있는 38개 주요 선진국에 대해 1차 공약기간 (2008~2012) 동안 온실가스 총배출량을 1990년 수준 대비 평균 5.2% 감축하도록 의무화하고 있다.
이 중, 온실가스 감축활동을 통해 비축한 것이 아니라 처음에 할당을 많이 받아 남아돌게 된 러시아와 동유럽 국가들의 배출권을 핫에어라고 한다. 이들은 1997년 교토의정서가 채택될 당시, 사회주의 경제체제 붕괴의 여파로 산업기반이 무너져 온실가스 배출량이 급감한 상태에서 1990년 배출량을 기준으로 배출권을 할당받아 대량의 핫에어를 손에 쥐게 됐다. 교토의정서는 배출권거래제에 의거해 감축의무가 있는 국가들간 배출권 거래를 허용하고 있는데, 자국의 감축 실적만으로는 의무량을 채우기 어려워진 일부 국가들이 핫에어를 구입하려는 움직임을 보여 문제로 대두되고 있다. 러시아나 동유럽 국가들의 핫에어가 다른 나라에 팔릴 경우, 온실가스의 실질적인 감축 노력을 회피하게 만들어 지구 온난화를 가중시킬 수 있기 때문이다.